# 伊藤光希
伊藤 光希（いとう みつき、2002年5月9日 - ）は、ジャパンラグビーリーグワンのヤクルトレビンズ戸田に所属する、ラグビーユニオン選手。

## 来歴
桐蔭学園高等学校では、新高2となる春に全国高等学校選抜ラグビーフットボール大会に控えのスクラムハーフで出場。
高3の時に花園（全国高等学校ラグビーフットボール大会）で全試合でスクラムハーフとして先発出場。
2021年、立教大学に進学。1年次から関東大学春季大会、関東大学対抗戦に出場する。
2025年4月2日、ジャパンラグビーリーグワンのヤクルトレビンズ戸田に加入したことを発表した。